# Аннополь (гміна)
Гміна Аннополь (пол. Gmina Annopol) — місько-сільська гміна у східній Польщі. Належить до Крашницького повіту Люблінського воєводства.
Станом на 31 грудня 2011 у гміні проживало 9137 осіб.

## Площа
Згідно з даними за 2007 рік площа гміни становила 151.07 км², у тому числі:
- орні землі: 71.00%
- ліси: 19.00%

Таким чином, площа гміни становить 15.03% площі повіту.

## Населення
Станом на 31 грудня 2011:
| Опис     | Загалом | Загалом | Чоловіки | Чоловіки | Жінки | Жінки |
| -------- | ------- | ------- | -------- | -------- | ----- | ----- |
| одиниця  | осіб    | %       | осіб     | %        | осіб  | %     |
| все      | 9137    | 100     | 4534     | 49.62    | 4603  | 50.38 |
| міське   | 2664    | 100     | 1327     | 49.81    | 1337  | 50.19 |
| сільське | 6473    | 100     | 3207     | 49.54    | 3266  | 50.46 |

## Сусідні гміни
Гміна Аннополь межує з такими гмінами: Дзешковіце, Ґошцерадув, Юзефув-над-Віслою, Ожарув, Радомишль-над-Сяном, Тарлув, Завихост.